# Granja Nova e Vila Chã da Beira
Granja Nova e Vila Chã da Beira (llamada oficialmente União das Freguesias de Granja Nova e Vila Chã da Beira) es una freguesia portuguesa del municipio de Tarouca, distrito de Viseu.

## Historia
Fue creada el 28 de enero de 2013 en aplicación de una resolución de la Asamblea de la República de Portugal promulgada el 16 de enero de 2013 con la unión de las freguesias de Granja Nova y Vila Chã da Beira, pasando su sede a estar situada en la antigua freguesia de Granja Nova.

## Demografía
| Gráfica de evolución demográfica de Granja Nova e Vila Chã da Beira entre 2011 y 2021 |
|                                                                                       |
| Datos según el nomenclátor publicado por el INE portugués.                            |